# Bellvís
Bellvís est une commune de la province de Lérida, en Catalogne, en Espagne, de la comarque de Pla d'Urgell